# Rheinischer Helm

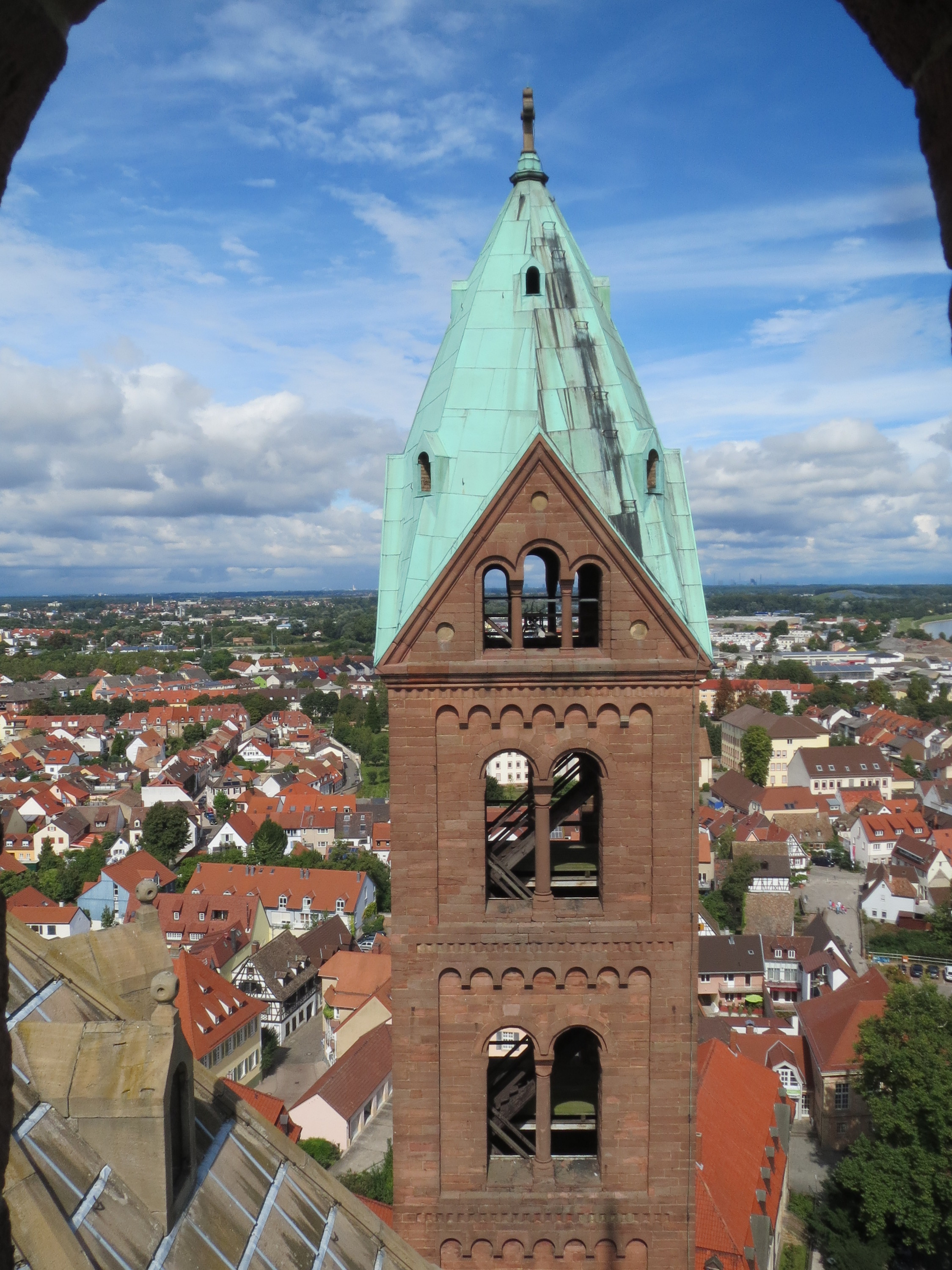
Rheinischer Helm, Speyerer Dom

Der Rheinische Helm ist eine Turmdachform, die für Kirchenbauten der Romanik im Einflussgebiet des Rheins zwischen Basel und Holland (nach früherer Definition: Rheinland) typisch ist.

## Form
Dabei handelt es sich um eine Sonderform des steilen Helmdaches auf quadratischem Grundriss errichtet. Jede Turmseite hat einen dreieckigen gleichseitigen Giebel und zwei etwas nach außen gewölbte dreieckige Dachflächen, die über der Giebelspitze eine Gratkante bilden, die bis zur Firstspitze führt und eine weitere Gratkante mit der gegenüberliegenden Dachfläche, die von der Turmecke (Traufe) zur Firstspitze führt. Alle Gratkanten sind etwas nach außen gewölbt.
Ein frühes Beispiel für solche Giebel findet sich auf den vier Türmen des Speyerer Domes. Rheinische Helme kommen fast nur im o. g. Gebiet vor; es gibt aber einige wenige Beispiele außerhalb.

## Beispiele für Rheinische Helme im Rheinland

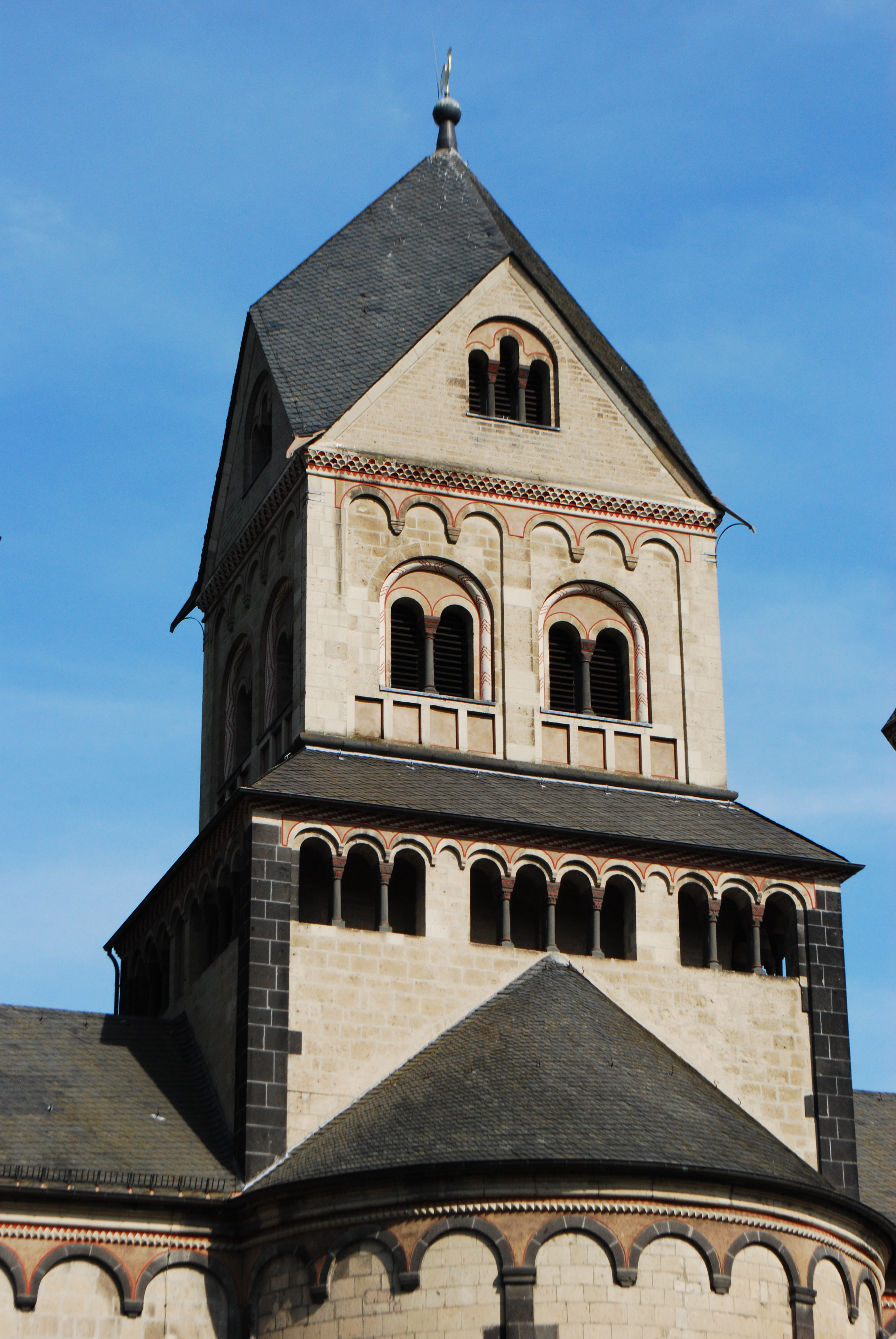
Rheinischer Helm, Abtei Maria Laach

- Abtei Maria Laach
- Mariendom, Andernach
- St. Kastor, Koblenz
- Saint-Barthélemy, Lüttich
- Limburger Dom
- St. Dionysius, Rhens
- Münsterkirche, Roermond
- St. Fides, Sélestat

## Beispiele für Rheinische Helme außerhalb des Rheinlandes
- Westwerk der Liebfrauenkirche in Halberstadt (Sachsen-Anhalt)
- Vierungsturm der Marienkirche Freyburg (Unstrut)
- Church of St Mary the Blessed Virgin, Sompting, West Sussex
- Dom zu Ribe, Dänemark